# 2006年北印度洋氣旋季
2006年北印度洋氣旋季泛指在2006年全年內的任何時間，於北印度洋水域所產生的熱帶氣旋。雖然有關方面並沒有設下本颱風季的指定期限，但大部份北印度洋的熱帶氣旋通常都會於四月至十二月期間形成。
本條目的範圍僅侷限於北印度洋水域。在北印度洋產生的氣旋風暴是由隶属于印度地球科学部的印度氣象局新德里颱風中心命名，而在該地區的熱帶低氣壓的編號都以 A/B 字母作結。
在香港天文台的天氣圖上也包括東北印度洋地區，若有熱帶氣旋形成，則採用世界氣象組織級別法，最高強度都稱之為「颱風」，所有風暴都是無命名的。
（以下各氣旋風暴資訊以氣旋風暴存在期間的最強形態為名稱。）

## 熱帶氣旋
自2006年北印度洋氣旋季開始以來，本氣旋季總共產生了以下熱帶氣旋。

### 極強氣旋風暴馬拉（Mala）
在4月24日，一低氣壓於孟加拉海中部形成。4月25日，印度氣象部門將它升格為氣旋風暴，並將它命名為Mala。它迅速增強，很快便達到非常強烈氣旋風暴強度。4月29日，它登陸緬甸並迅速消散。

### 強烈氣旋風暴穆克達（Mukda）
在9月21日，一低氣壓於阿拉伯海形成。第二天，印度氣象部門將它升格為氣旋風暴，並將它命名為Mukda，再在較後時間增強為一強烈氣旋風暴。它在9月24日於海上消散。

### 氣旋風暴羅希尼 （Ogni）
在10月29日，一低氣壓於孟加拉海形成。不久後，印度氣象部門將它升格為氣旋風暴，並將它命名為Ogni。第二天，印度氣象部門將它降格為一低氣壓。它在同日於印度的Bapatla市登陸，很快便消散了。

## 其他熱帶氣旋
除了被印度氣象部門命名的熱帶氣旋外，還有一些沒被命名的低氣壓和被聯合颱風警報中心認為是氣旋風暴的熱帶氣旋。以下列出那些熱帶氣旋的資料。

### 強低氣壓ARB 01
在1月13日，一低氣壓於印度之西南形成，聯合颱風警報中心在同日將它升格為一氣旋風暴，但因為印度氣象部門沒升格，所以它沒有名字。它在1月14日於海上消散。

### 強低氣壓BOB 02
一低氣壓於7月2日在印度以東形成，聯合颱風警報中心在同日將它升格為一氣旋風暴，但因為印度氣象部門沒升格，所以它沒有名字。它在同日於印度奧里薩邦登陸，並在兩天後消散。

### 低氣壓BOB 08
一低氣壓於9月28日在印度加爾各答以南形成，聯合颱風警報中心在同日將它升格為一氣旋風暴，但因為印度氣象部門沒升格，所以它沒有名字。它在第二天於印度登陸，並迅速消散。

## 2006年風暴名單
北印度洋的熱帶氣旋自2004年起採用命名系統，命名工作由印度氣象局負責，名字是根據以下名單而定，不按年度劃分。風暴名字是由8個國家各自提交8個名稱，並以該國英文名稱按字母順序排列。之前使用過的與本年未用名稱以灰色表示，黑體字表示該年已經使用過。Mala是2006年首個北印度洋熱帶氣旋。
| 提供國家 | 名稱    | 名稱     | 名稱    | 名稱    |
| 提供國家 | 第1組   | 第2組    | 第3組   | 第4組   |
| -------- | ------- | -------- | ------- | ------- |
| 孟加拉國 | Onil    | Ogni     | Nisha   | Giri    |
| 印度     | Agni    | Akash    | Bijli   | Jal     |
| 馬爾代夫 | Hibaru  | Gonu     | Aila    | Keila   |
| 緬甸     | Pyarr   | Yemyin   | Phyan   | Thane   |
| 阿曼     | Baaz    | Sidr     | Ward    | Murjan  |
| 巴基斯坦 | Fanoos  | Nargis   | Laila   | Nilam   |
| 斯里蘭卡 | Mala    | Rashmi   | Bandu   | Mahasen |
| 泰國     | Mukda   | Khai Muk | Phet    | Phailin |
| 提供國家 | 名稱    | 名稱     | 名稱    | 名稱    |
| 提供國家 | 第5組   | 第6組    | 第7組   | 第8組   |
| 孟加拉國 | Helen   | Chapala  | Ockhi   | Fani    |
| 印度     | Lehar   | Megh     | Sagar   | Vayu    |
| 馬爾代夫 | Madi    | Roanu    | Mekunu  | Hikaa   |
| 緬甸     | Nanauk  | Kyant    | Daye    | Kyarr   |
| 阿曼     | Hudhud  | Nada     | Luban   | Maha    |
| 巴基斯坦 | Nilofar | Vardah   | Titli   | Bulbul  |
| 斯里蘭卡 | Priya   | Asiri    | Gigum   | Soba    |
| 泰國     | Komen   | Mora     | Phethai | Amphan  |

## 內部連結
- 2006年太平洋颱風季
- 2006年太平洋颶風季
- 2006年大西洋颶風季
- 2006－2007年西南印度洋熱帶氣旋季
- 2006－2007年澳洲地區熱帶氣旋季
- 2006－2007年南太平洋熱帶氣旋季
- 2006－2007年西南印度洋熱帶氣旋季
- 2006－2007年澳洲地區熱帶氣旋季
- 2006－2007年南太平洋熱帶氣旋季

## 外部連結
- 印度氣象局
- 聯合颱風警報中心（页面存档备份，存于）